# Корытов, Андрей Валентинович
Андрей Валентинович Корытов (Andrey Korytov) — российский и американский физик (физика высоких энергий). Автор научных работ с высоким индексом цитирования (индекс Хирша 87).
Родился 21 декабря 1962 года.
Окончил факультет общей и прикладной физики МФТИ (1986). Кандидат физико-математических наук (1991).
В 1986—1991 годах научный сотрудник Объединённого института ядерных исследований, Дубна.
В 1992—1996 годах учёный-исследователь Массачусетского института технологий.
С 1996 года работает в Университете Флориды (Гейнсвилль, США): профессор-ассистент, с 2001 года ассоциированный профессор, с 2006 года полный профессор.
Лауреат премии ОИЯИ для молодых учёных (1990).
С 2012 года феллоу (Fellow) Американского физического общества.
Область научных интересов — бозон Хиггса.
Соавтор книги: «Higgs boson observation and measurements of its properties in the H→ZZ→4l decay mode», A. Korytov and K.Nikolopoulos, in «Discovery of the Higgs boson», World Scientific Publishing Co., 2016 (ISBN 9814425443)
Наиболее цитируемые статьи (соавтор по СМС):
- «Precise determination of the mass of the Higgs boson and tests of compatibility of its couplings with the standard model predictions using proton collisions at 7 and 8 TeV», CMS Collaboration, EPJ C 75 (2015) 212 (457 citations)
- «Measurement of the properties of a Higgs boson in the four-lepton final state», CMS Collaboration, Phys. Rev. D 89 (2014) 092007 (429 citations)
- «Observation of a new boson with mass near 125 GeV in pp collisions at √s = 7 and 8 TeV» CMS Collaboration, JHEP 06 (2013) 081 (458 citations)
- «Observation of a new boson at a mass of 125 GeV with the CMS experiment at the LHC», CMS Collaboration, Phys. Lett. B 716 (2012) 30-61 (6,437 citations)
- «Combined results of searches for the standard model Higgs boson in pp collisions at √s = 7 TeV», CMS Collaboration, Phys. Lett. B 710 (2012) 26-48 (795 citations)